# Hippolyte Fierens Gevaert
Hippolyte Fierens, de casado Hippolyte Fierens-Gevaert (Bruselas, 1870-Lieja, 1926) fue un historiador del arte, filósofo, crítico de arte, cantante y escritor belga.

## Biografía
Primer conservador del Museo Real de Bellas Artes de Bruselas, fue profesor de Estética e Historia del Arte y crítico. Estudió en el Real Conservatorio de Música y en 1890 ganó el primer premio de canto. En ese año casó con Jacqueline Marthe Gevaert,hija del famoso músico François Auguste Gevaert (1828-1908). Ingresó en la Ópera de Lille, pero un desgraciado accidente con su voz estropeó su carrera de cantante. Tras esta desgracia marchó a París, donde empezó a trabajar como periodista, escritor y crítico. Cambió su segundo apellido por Fierens-Gevaert.
Desde 1893 escribió numerosos artículos en revistas serias, incluido el Journal des Débats. También compuso diversos ensayos, por ejemplo Essai sur l’art contemporain (1897). Recibió un premio de la Académie française, y en 1899, la Académie des Sciences morales et politiques galardonó otro ensayo suyo sobre la filosofía del pesimismo, La tristesse contemporaine: essai sur les grands courants moraux et intellectuels du XIXe siècle, traducido al español en 1900 con el título La tristeza contemporánea. Ensayo sobre las grandes corrientes morales e intelectuales del siglo XIX. En 1901, Fierens-Gevaert publicó Psychologie d’une ville, essai sur Bruges, en que estudia el desarrollo artístico de Brujas. En 1902 volvió a Bélgica y aceptó el cargo de profesor de Estética en la Universidad de Lieja. Colaboró en 1903 con su gobierno en la reforma de la enseñanza de la historia del arte en su país. Creó en Bruselas la Société des cours d’art et d’archéologie, el Institut supérieur d’Histoire de l’Art et d’Archéologie de Bruselas. Fue delegado de Bélgica en las bienales de Venecia de 1907 y 1926 y en exposiciones de arte belga en otras ciudades. En 1907 publicó L’art au XXe siècle et son expression en Belgique. Entre 1905 y 1909 escribió dos estudios sobre el arte flamenco antiguo: La Renaissance septentrionale et les premiers maîtres des Flandres (1905) y Les primitifs flamands (2 vols. 1908-1909); una edición revisada apareció entre 1927 y 1929. Participó en la Conferencia Internacional de Historia del Arte de Roma (1912) y luego en París (1921). Después de la I Guerra Mundial fue nombrado jefe conservador del Museo Real de Bellas Artes de Bélgica (1919). Allí reorganizó la estructura del museo creando un departamento de documentación, una biblioteca, una revista y una colección fotográfica, creando un servicio regular de visitas escolares en 1920. Creó la Exposición de Van Eyck (1920) y logró la repatriación de algunas obras de este pintor. En 1924 publicó Les Très Belles Heures de Jean de France, duc de Berry, que le valió el Prix quinquennal de critique historique et littéraire en 1925. Murió en 1926. 
Los tres volúmenes de su Histoire de la peinture flamande des origines à la fin du XVe siècle se publicaron póstumamente entre 1927 y 1929; el último fue revisado por su hijo Paul Fierens con las notas de su padre. En 1927, Leo van Puyvelde le sucedió en el museo y como profesor en la Universidad de Lieja. Su hijo, Paul Fierens, enseñó Estética y arte moderno en la misma universidad.

## Obra
- Essai sur l’art contemporain. Paris: Alcan, 1897
- La tristesse contemporaine. Paris: Alcan, 1899
- Psychologie d’une ville, essai sur Bruges. Paris: Alcan, 1901
- L’Hôtel de ville de Paris. Paris: Librairie de l'art ancien et moderne, 1902
- Van Dyck. Paris: H. Laurens, 1903
- Nouveaux essays sur l’art contemporain. Paris: Alcan, 1903
- Jordaens: biographie critique. Paris: H. Laurens, 1905
- Études sur l’art flamand. La Renaissance septentrionale et les premiers maîtres des Flandres. Bruselas: G. van Oest, 1905
- L’Art au XXe siècle et son expression en Belgique. Bruselas: Éditions de la Belgique, 1907
- La peinture en Belgique, musées, églises, collections, etc. Les Primitifs Flamands. 2 v. Bruselas: G. van Oest, 1908-1909
- La peinture au Musée ancien de Bruxelles. Brussels: G. van Oest, 1913;
- `“L’enseignement de l’histoire de l’art en Belgique” Revue de Synthèse historique 28, 82 (1914): 82-90.
- Les Très Belles Heures de Jean de France, duc de Berry. Brussels: Weckesser, 1924; [and Fierens, Paul: v. 3]
- Histoire de la peinture flamande des origines à la fin du XVe siècle. 3 v. Brussels: G. van Oest, 1927-1929.